# هایپراستار
هایپر استار فروشگاهی زنجیره‌ای در ایران است که شعبه‌هایی در شهرهای تهران، ارومیه، شیراز، اصفهان، یزد، قزوین، اهواز، کرج، قم، مشهد، سیرجان و بندرعباس دارد. نخستین شعبهٔ این فروشگاه در سال ۱۳۸۸ در غرب تهران افتتاح شد. از سال ۱۳۹۷ این مجموعه اقدام به همکاری با مجموعه اسنپ‌مارکت از گروه اسنپ در راستای فروش آنلاین کرد و در حال حاضر در ۱۲ شهر ایران علاوه بر سرویس آفلاین و خرید در محل امکان فروش آنلاین نیز برای کاربران ایجاد کرده است. 
اولین شعبه هایپر استار در ایران در اتوبان باکری در غرب تهران آغاز به کار کرد. البته، سرمایه گذاران این مجموعه ایرانی نیستند. هایپر استار با شراکت کارفور و یک هلدینگ اماراتی تحت عنوان ماجد الفطیم وارد ایران شد. جالب است بدانید که تأسیس اولین هایپرمارکت جهان به سال 1958 میلادی برمیگردد. در حال حاضر، بیش از 30 شعبه از این فروشگاه زنجیره‌ای در شهرهای مختلف ایران فعالیت می کند. به دلیل وجود تحریم ها نام این شرکت که در سراسر شعبه های کشورهای دیگر با نام Carrefour قرار دارد در ایران این نام تغییر کرده و به نام فعلی تغییر شکل داد.
در اواسط خرداد ماه 1402 گروه اسنپ همراه با هایپر استار تصمیم به ایجاد هلدینگ سوپرمارکت آنلاین ایران با نام اسنپ گروسرسی (Grocery) و ادغام تیم‌های مدیریتی اسنپ مارکت و اسنپ اکسپرس گرفت. در اطلاعیه منتشر شده توسط گروه اسنپ علت این امر تمرکز بر عملیات مدیریتی و انسجام کارها عنوان شد.
دفتر مرکزی این شرکت در خیابان شریعتی نرسیده به پل صدر قرار دارد و انبار این شرکت در شهرری، منطقه صنعتی شورآباد واقع در خیابان البرز قرار دارد. 
این شرکت همانند فروشگاه های زنجیره ای دیگر دارای فساد مالی بسیار گسترده است و رشوه گیری یکی از پایه های مهم در هایپراستار میباشد. شرکت های کوچک و بزرگ حتی برخی شرکت های مطرح برای ورود و همکاری با این شرکت در مواقع بسیاری باید رشوه های کلانی به کارمندان و مدیران این شرکت پرداخته تا بتوانند همکاری های لازم را انجام دهند. شرکت های مواد غذایی و آرایشی و بهداشتی در راس این فسادهای گسترده قرار دارند.

## نگارخانه

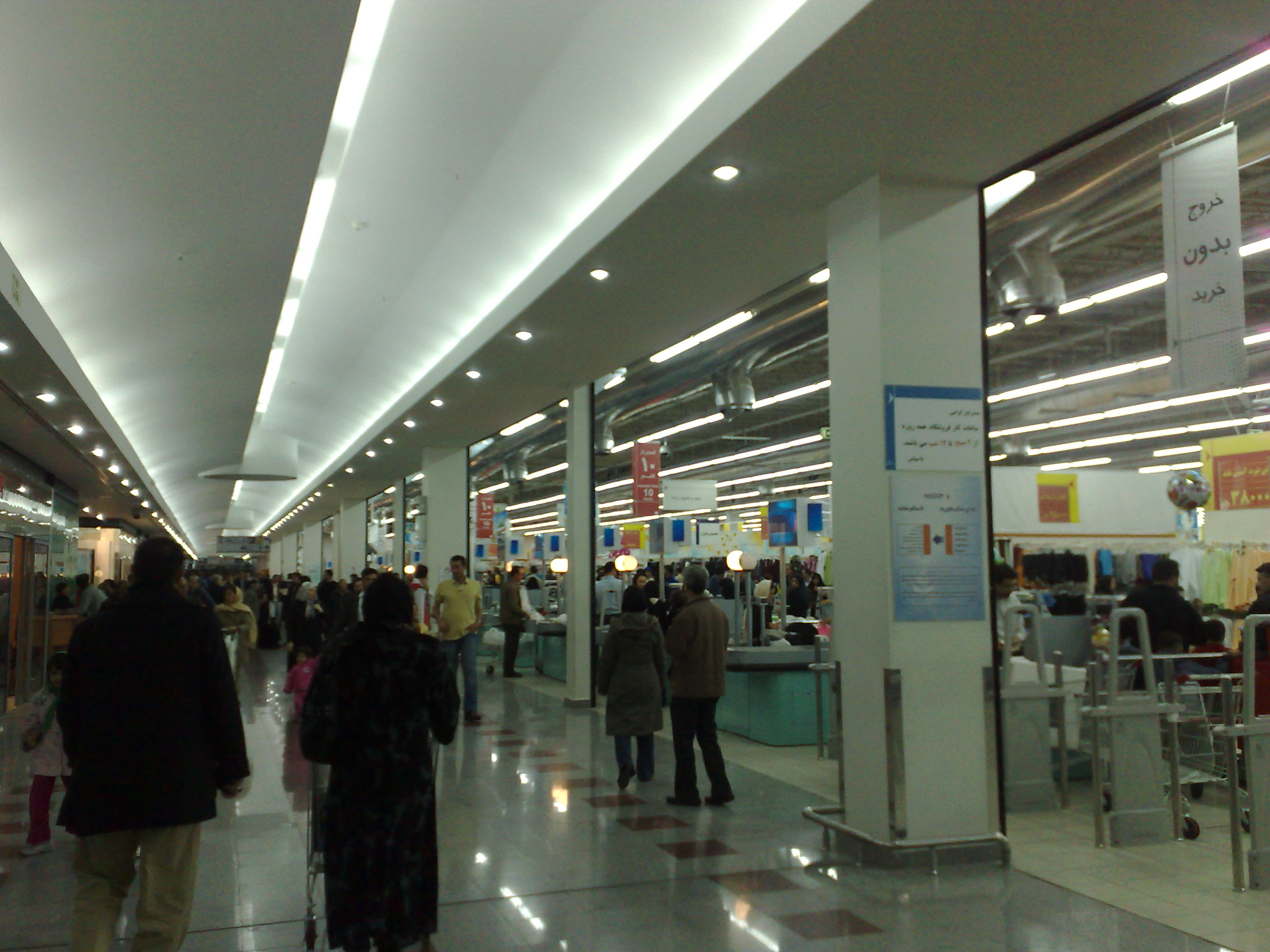
نمایی از داخل فروشگاه هایپر استار در غرب تهران
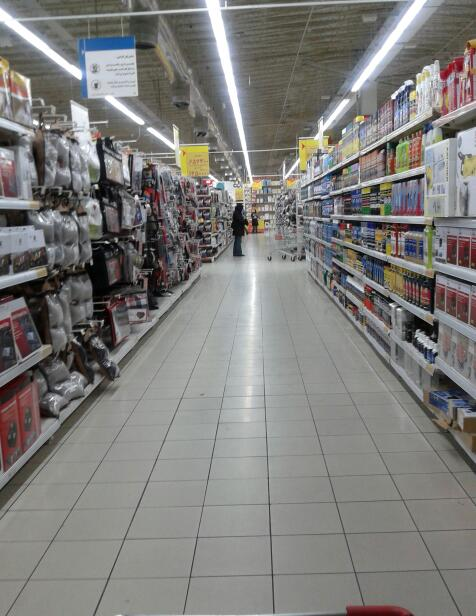
نمایی از داخل فروشگاه هایپر استار در مجتمع صبامال تهران
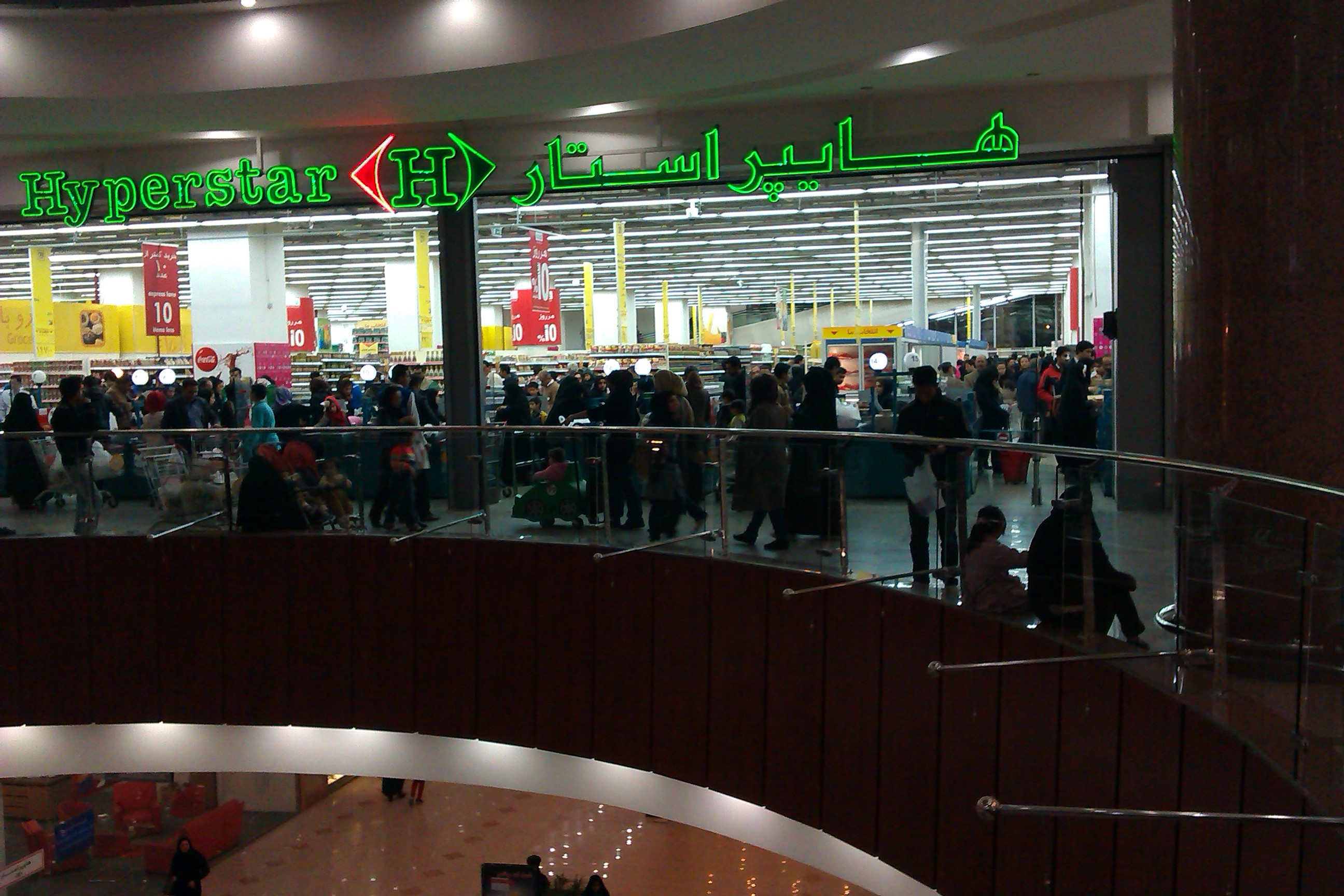
نمای خارجی فروشگاه هایپر استار در مجتمع خلیج فارس شیراز
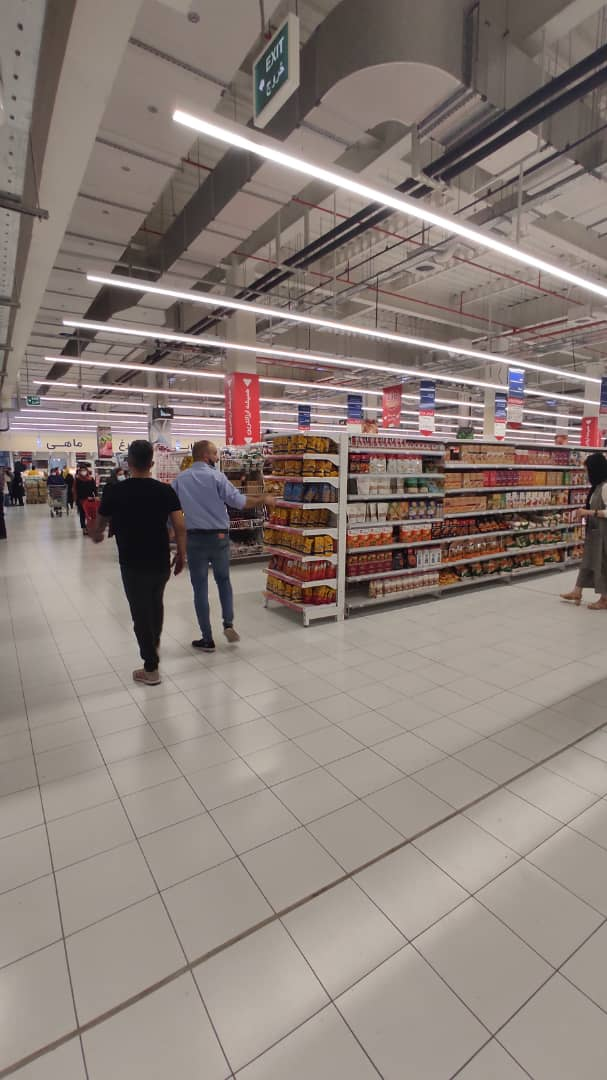
نمایی از داخل فروشگاه هایپر استار در پارک سنتر اهواز